# Dagmarsgade (Ribe)
Dagmarsgade er en gade i Ribe, der løber i en lige linje fra Von Støckens Plads og mod øst til Ribe Banegård. Gaden er en af byens nyere gader og blev anlagt i forbindelse med at jernbanen kom til byen omkring 1875.
Gaden, der starter med tæt bebyggelse og vandtårnet, løber forbi Sct. Catharinæ Kirke og Sct Catharinæ Plads med Munkespringvandet. Kort efter ses Gærpigen og vejen krydser Dagmarsbroen, hvorefter man finder Vedels Anlæg på den ene side og Krÿgers anlæg på den anden.
Enden gaden ender ved stationsbygningen.
Efter som gaden er anlagt i forbindelse med jernbanen, har gaden heddet Stationsvejen, hvilket man kan se gengivet på ældre postkort.

## Det italiensk inspirerede hus
Den Kgl. hoffotograf Bodil Hauschildt forsøgte nogle gane at flytte fra sin fødeby. Men hver gang vendte hun tilbage til byen, hvor hun følte sig bedst tilpas. 
Efter et ophold i Italien købte fotografen Dagmarsgade 9 og lod det kraftigt ombygge, med inspiration fra sit ophold i Italien. Det skete i 1896 og årstallet ses på toppen af huset.
Huset ydre udseende står stadigvæk som Bodil Hauschildt lod det ombygge.
Ifølge en avisartikel fra 1991, skulle huset også indvendigt bære tydelige præg fra Italien.

## Sct. Catharinæ Plads
Pladsen er opkaldt efter Katharina af Alexandria
Dagmarsgade brydes af den store Sct. Catharinæ Plads, hvor man finder Sct. Catharinæ Kirke på den ene side og Munkens Hotel på den anden.
Pladsen blev anlagt i forbindelse med den store renovering af Sct. Catharinæ Kirke og midt på pladsen finder man Munkespringvandet.

### Sct. Catharinæ Brønden eller Munkespringvandet
Blev opstillet ultimo 1929. Det er udarbejdet af Anders Bundgaard.
På bunden af springvandet, finder man hele vejen rundt gengivelser, der skulle være fra Ribe's storhedsstid:
- et forestiller Ansgarskikkelse med Kirken.
- et forestiller Anders Sørensen Vedel på Liljebjerget prente de første danske Folkeviser
- et forestiller menneskets kamp med havfruen, o: havets vælde, der vil ødelægge staden
- et forestiller munken, ætlingen af hine Brødre, der lagde Stenene til kirken i pladsens baggrund
- et forestiller skibene, der vendte sejlene mod England på farten fra Middelalderens Ribe, som Adam af Bremen fortæller om på sit Middelalderlatin

På midtersøjlen af springvandet ses fire stenfigurer, der fortsætter ovenstående historie:
- Munken
- Den driftige borger med pengeposen
- Lovgiveren med bogen og retfærdighedens sværd
- Den protestantiske præst, som såe vel kan være en Brorson

På toppen af springvandet ses en bronze statue, den yndefulde kvindeskikkelse med sine symboler: Kronen, hjulet og sværdet

## Gærpigen
Gærpigen er en mindestatue for Emil Christian Hansen. Mindestatuen er skænket af Wahl-Henius Institut, Elevforbund, Chicago.
Statuen er udarbejdet af billedhugger Anders Bundgaard og afsløret d. 28. juni 1925.

## Stationsbygningen
Den fredede stationsbygning, Dagmarsgade 16 blev opført i 1875, i forbindelse med opførelse af jernbanen mellem Ribe og Bramming. Bygningen er tegnet af arkitekt N.P.C. Holsøe
Stationsbygningen er ejet af DSB Ejendomme og har stået tom, siden Arriva stoppede billetsalget i bygningen ultimo 2014.
I 2015 udskrev DSB Ejendomme en konkurrence omkring, hvad man kunne bruge de nedlagte stationer til - her i blandt stationen i Ribe

### Madstation
Ideen om en lokal madstation, hvor man skulle kunne købe specialiteter med ophav i Vadehavet udsprang af denne konkurrence. Ideen var støttet af Realdania
Projektet blev stoppet primo 2020 med det argument, at det var svært at opnå de ønskede tiltag til en madstation, fordi fredningen var en bremseklods

## Ribe Elektricitetsværk[8]
Bygningen Dagmarsgade 21, der i dag huser Ribe Vikingecenter og er bygget sammen med nyopførte bygninger, var engang byens elektricitetsværk. Det var en længere proces at få elektricitet i Ribe, hvorfor det her er lavet i punktform:
- 1899 afslås Ingeniør Carl Holtermanns ansøgning om at opføre et elektricitetsværk i byen, da dette ikke menes at have interesse for byen
- 1904, 11. januar blev der nedsat et udvalg til at undersøge udgiften til et kommunalt elektricitetsværk
- 1905, 17. februar - 1. behandling bliver vedtaget
- 1906 efteråret, bliver det besluttet at opføre et sådant, under forudsætning, at åndsvaganstalten bliver aftager til værket. Anstalten takker nej.
- 1906 ansøger et privat konsortium repræsenteret ved sagfører Nors om koncession på anlæg af et elektricitetsværk. Byrådet finder sig ikke i stand til at tage stilling til dette
- 1906, marts - trods den manglende enighed mellem Ribe Byråd og åndsvaganstalten, ansøger Midtmølle ejer Windfeld-Hansen om tilladelse til at trække en ledning i gaden til Ydermøllen
- 1906, 27. august opnås der overenskomst mellem Windfeld-Hansen og repræsentanter fra Ribe Byråd om et elektricitetsværk på Midtmøllen
- 1906, 23. september tændes første el-lys hos naboen til Midtmøllen, købmand Henrik Jensens butik[9]
- 1911, værket udvides
- 1916, værket udvides
- 1923, 23.maj - overenskomsten med Midtmøllen opsiges
- 1924, 1. oktober, overtager Ribe Kommune driften af Midtmøllen
- 1926, ultimo september tages det nyopført elektricitetsværk i Dagmarsgade i brug (tenget af arkitekt Axel Hansen)
- 1926, december - landsbyerne Tved, Tange og Lustrup kobeles på værket
- 1928, maj bliver Ribe Sygehus koblet på værket
- 1931 har værket i Dagmarsgade fået fordoblet sit batteri og Midtmøllen er samtidigt koblet på værket og drives her fra

## Eksterne links
Fakta, billeder og oprindelige tegninger over stationsbygningen
55°19′40″N 8°45′59″Ø / 55.32769°N 8.76635°Ø